# Norme della serie EN 15085
Le norme della serie EN 15085 (Applicazioni ferroviarie - Saldatura di veicoli ferroviari e dei relativi componenti; nella versione inglese: Certification for Welding of Railway Vehicles and Components) specificano i requisiti per la saldatura dei veicoli ferroviari e dei relativi componenti.

## Le regole per le applicazioni ferroviarie: il contesto europeo
La comunità europea ha definito regole e regolamenti per le applicazioni ferroviarie per garantire la sicurezza delle persone, dell'ambiente e il funzionamento delle apparecchiature. Il processo di armonizzazione dei vari standard per le applicazioni ferroviarie nei membri dell'UE sono state un processo graduale che è culminato nella pubblicazione e implementazione della serie di norme EN 15085 nel 2007.
La serie di standard europei EN 15085 è applicabile per la produzione di gruppi saldati, sottoinsiemi o parti saldate con qualsiasi processo di saldatura: manuale, parzialmente meccanizzato, completamente meccanizzato o saldatura automatica (come definito nella EN ISO 4063). Questa serie di standard è stata approvata dal CEN (Comitato Europeo per la standardizzazione) in data 18 agosto 2007. EN 15085 ha ottenuto lo status di norma nazionale nell'aprile 2008 quando sono stati ritirati standard nazionali in conflitto tra cui gli standard delle serie DIN / BS.
Le regole della EN 15085 sono obbligatorie per tutte le applicazioni ferroviarie e sono applicate all'interno dell'Unione Europea.
EN 15085 stabilisce che tutti i fabbricanti di prodotti ferroviari saldati da vendere e utilizzare nell'UE ottengano risultati certificati e approvazioni adeguate prima di farlo. Senza questa certificazione e approvazione, i prodotti saldati non sono accettati per il funzionamento. I prodotti saldati sono certificati secondo i loro requisiti di progettazione e fabbricazione secondo gli standard applicabili. La certificazione EN 15085 è assolutamente necessaria per la libera concorrenza dei produttori di apparecchiature ferroviarie nell'UE.

## La serie delle norme EN 15085 'Applicazioni ferroviarie - Saldatura dei veicoli ferroviari e dei relativi componenti'
La serie di norme europee EN 15085  è costituita da 5 parti. L'ultima edizione in vigore è indicata in Bibliografia.

### EN 15085 Parte 1: Generalità
La Parte 1 fornisce panoramica, scopo e definizioni della serie di norme EN 15085 e le modalità con cui si applica alla saldatura nella produzione e manutenzione di veicoli ferroviari e delle loro parti.

### EN 15085 parte 2: Requisiti del costruttore
La Parte 2 della norma definisce i requisiti di certificazione e qualità per la saldatura che il produttore deve seguire per la fabbricazione e la riparazione. Sono definiti 4 livelli di certificazione (CL): da CL1 a CL4.

### EN 15085 parte 3: Requisiti di progettazione
La Parte 3 definisce la classe di prestazione della saldatura durante la progettazione, che si basa sulla sicurezza e sullo stress, fattori rilevanti per il funzionamento ferroviario. I livelli di qualità delle imperfezioni sono assegnati alle classi di prestazione della saldatura per garantire il livello di prestazione definita in progettazione.

### EN 15085 parte 4: Requisiti di produzione
In base alle classi di prestazione della saldatura la Parte 4 definisce i livelli di certificazione per la produzione e di ispezione; sono inoltre specificati test e qualifiche per il personale di saldatura.

### EN 15085 Parte 5: Ispezione, test e documentazione
L'ultima parte riguarda le ispezioni e le prove da eseguire sulle saldature (prove distruttive e CND) e la documentazione necessaria da emettere per dichiarare la conformità dei prodotti.
La serie di norme EN 15085 non tratta invece della qualifica del prodotto. Sono classificabili quindi tra le norme di sistema e quelle di processo.

## I 4 livelli di certificazione (CL)
I livelli vanno da CL 1, più esigente, a CL 3, meno esigente, a cui si aggiunge CL 4 per le aziende senza processo di saldatura.
Livello CL 1. Costruttori che fabbricano pezzi saldati con giunti classificati nelle classi di prestazione della saldatura da CP A a CP D.
Livello CL 2. Costruttori con giunti classificati CP C2 a CP D. Sono inclusi giunti saldati in classe CP C1 se queste saldature vengono controllate secondo la classe di ispezione di saldatura CT 1 (EN 15085-5). Il livello di certificazione CL 4 è incluso solo secondo i giunti saldati del livello di certificazione CL 2 o CL 3.
Livello CL 3. Costruttori con giunti classificati CP D.
Livello CL 4. Per chi non salda ma progetta veicoli ferroviari e parti di veicoli ferroviari, o li acquista e li assembla, o li rivende. Certificazione non richiesta per lavori di saldatura di livello CL 3.

## I requisiti principali per la certificazione
La certificazione avviene a seguito di un audit condotto da un Organismo di certificazione, che emette il certificato di conformità, in particolare sull'ottemperanza dei requisiti della parte 2 della norma. Di seguito i requisiti principali:
1. definizione del livello di certificazione "CL"[5];
2. organizzazione del fabbricante in accordo alla norma ISO EN 3834 "Qualità in saldatura"[6];
3. i saldatori e gli operatori di saldatura devono essere almeno due per ogni procedimento / materiale / tipo di giunto, e devono essere qualificati (i cosiddetti "patentini"[7]);
4. presenza di uno o più Coordinatori di saldatura ISO 14731; il coordinatore può essere esterno, purché non segua più di due aziende[8];
5. operatori dei controlli non distruttivi qualificati al livello 2 della ISO 9712;
6. l'azienda deve utilizzare delle specifiche di saldatura (WPS) qualificate in accordo alle norme di settore (ISO 15613, ISO 15614, ISO 14555); tale qualificazione deve essere fatta da un ente terzo, ma in genere gli organismi di certificazione accettano anche qualifiche interne, meglio se con prove eseguite da laboratori accreditati[9];
7. l’azienda deve inoltre eseguire dei pre-production test[10]; queste prove devono essere conservate per almeno un anno con rintracciabilità anche sugli esecutori;
8. può essere utile predisporre un manuale aziendale di produzione in accordo alla norma.

## Il certificato e la sua validità
Il certificato di conformità è emesso da un organismo di certificazione ed ha validità tre anni. Ogni anno l'organismo di certificazione effettua un audit di sorveglianza e, ogni tre anni, di ri-certificazione.
Il certificato in genere riporta i seguenti elementi:
- la ragione sociale e le unità operative (siti) nelle quali vengono svolte le attività oggetto di certificazione;
- la norma (EN 15085-2) e il livello (CL);
- le attività svolte dal costruttore certificato;
- la validità della certificazione;
- i procedimenti di saldatura, i gruppi dei materiali, gli spessori/diametri, il nome del/dei coordinatori di saldatura.